# El Tepozteco
El Tepozteco es una zona arqueológica mexicana situada en el municipio de Tepoztlán, estado de Morelos. Se localiza alrededor de los 2,300 metros sobre el nivel del mar y a casi 600 metros sobre el valle de Tepoztlán. Estos restos fueron edificados entre los años 1151 y 1351 d. C.

## Descripción
Se declaró Área natural protegida (ANP) en 1937. Incluye el cerro del mismo nombre y los terrenos que rodean al pueblo de Tepoztlán. Aunque la mayor parte de su territorio se ubica en ese municipio y en el de Yautepec, también ocupa una pequeña porción de la Ciudad de México. Su superficie total es de 24 000 hectáreas; de ellas, 23 800 corresponden a Morelos. En esta área se encuentran varios tipos de vegetación, que van desde el bosque de pino, hasta el mesólifilo y el bosque tropical caducifolio.
En su fauna se registran 12 especies locales de reptiles, entre las que destaca un lagarto venenoso que se encuentra en peligro de desaparecer; el lagarto enchaquirado. También se registran 42 especies de aves que habitan El Tepozteco, tres de ellas en peligro de extinción, entre las que se distingue el tecolote. Además habitan tres especies de mamíferos 

### Sitio arqueológico
Este centro fue edificado aprovechando una elevación natural del terreno que además fue acentuada por la mano humana, la mayor parte de los materiales constructivos no se encuentran ahí, de manera que debieron ser acarreados desde la fuente de obtención y cargados en hombros por los tamemes. El templo se encuentra en el lado oeste del sitio. Consta de un basamento piramidal con dos cuerpos y un templo en la parte superior. El segundo cuerpo del basamento se construyó con un talud y un tablero en delantal, a diferencia del primer basamento, el cual es sencillo. Este talud y tablero en delantal fueron muy comunes durante el Periodo Posclásico. 
El templo estaba formado por dos habitaciones; sus escaleras se encuentran al oeste del basamento y presentan anchas alfardas y trece escalones, cuyo reducido tamaño obligaba a quienes subían al templo a hacerlo con respeto y con el cuerpo ligeramente inclinado, y a descender de lado, evitando darle la espalda a la deidad del templo. El número de escalones está estrechamente relacionado con su cosmogonía: los trece cielos del universo mesoamericano y los trece días de la semana del calendario ritual o Tonalpohualli. Es por ello que, al ascender por dichos escalones, el sacerdote subía a cada uno de los cielos hasta llegar al Omeyocan, el lugar de donde todo procede. A la vez, recorría el tiempo, pues al avanzar desde el primer numeral hasta el décimo tercero, cerraba la acción de los dioses que regían en cada trecena.
La primera sala cuenta con dos pilares flanqueando la entrada, en el centro de esta habitación se encontró un pequeño hueco con restos de carbón y copal. La entrada al pequeño santuario interior también estaba flanqueada por dos pilares y en su interior presenta una banqueta con decoración en relieve, se encontraron dos piedras caídas con glifos, una piedra lleva el nombre del emperador azteca Ahuizotl la otra la fecha calendarica "10 conejo" esta fecha representa el año 1502 d C, el año en que murió este emperador.
Se construyeron viviendas en las terrazas del lado este del sitio para alojar a los sacerdotes residentes y sus ayudantes.

#### Banqueta con relieves
De planta rectangular, la banqueta del templo de Tepoztécatl -la estructura principal del santuario- se adosa a los muros norte, este y sur del interior del mismo. Está decorada con relieves y funcionó posiblemente como altar o asiento donde se colocaba la efigie o el bulto sagrado de Tepoztécatl.
Al igual que las pilastras, la banqueta es un claro ejemplo del sistema de comunicación no verbal que se utilizó en el Periodo Posclásico, pues a través de los diferentes signos construían todo un discurso. Algunos hacen referencia al dios Tepoztécatl, otros hablan del sacrificio y otros más aluden a las responsabilidades y el poder de los gobernantes. En ellos se observan chorros de agua y sangre, el "atl-tlachinolli", es decir, el agua ardiente que simboliza la unión de las fuerzas frías, terrenales y femeninas con las fuerzas calientes, celestes y masculinas que daban vida al universo.
Entre los signos relacionados directamente con el poder de Tepoztécatl destacan las hachas, la olla de pulque, su escudo y el tocado. En cuanto al sacrificio, sobresalen el cráneo del tzompantli, la cuerda del sacrificio, los adornos de papel, la bolsa de copal, la rodela, las banderas blancas y la cabeza decapitada. Por último, los elementos asociados al poder de los gobernantes son el jaguar con plumas, la garra de Tepeyóllotl ("corazón de la montaña", el dios jaguar), las diademas reales (con signos de turquesa y banderas), la penitencia y las espinas de maguey.

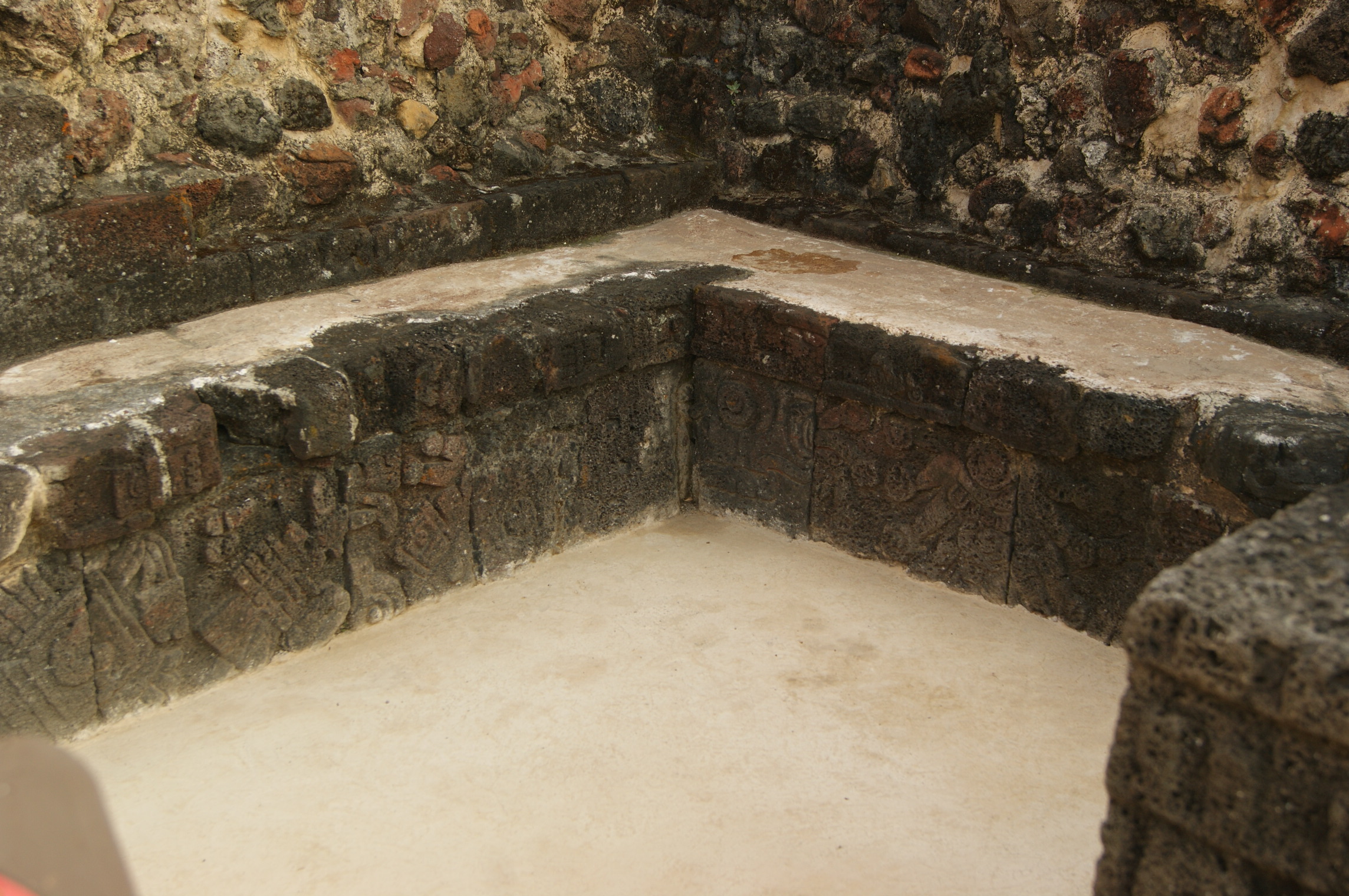
Banqueta decorada con relieves

Signo 2. Es el primer elemento de la banqueta que se advierte actualmente, si bien le falta el extremo derecho, donde estaba la mitad del signo del jaguar. Representa una extremidad (una garra o un pie) decorada con cinco manchas, como las del jaguar y el ocelote. La extremidad está herida a la altura del tobillo, de donde brota sangre. El muñón está ornamentado con una línea de cuatro plumones. A la izquierda hay tres chorros de agua que "empujan" o "arrastran el signo". También se contempla un dios, que es hombre y jaguar al mismo tiempo; simboliza las fuerzas telúricas que forman parte del cerro de Tepoztécatl.
Signo 3. Consta de dos círculos concéntricos, como cuentas de concha o jade. De él cuelga un festón compuesto por una barra curva, a manera de ceja invertida. Debajo de este motivo se encuentran cinco cuentas de concha. Más abajo pende otra cuenta mayor que las cinco anteriores y ligeramente más pequeña que la central. Por último, parece que cuelgan dos plumones (es imposible precisarlo porque están muy deteriorados). Detrás de este signo hay ocho chorros de algún líquido, rematado por cuentas de concha. Por su forma y por el hecho de que carece de la línea central con la que se decoraba la representación del agua, se trata de un chorro de sangre arrastrando hacia el centro todos los elementos visibles en esta cara de la banqueta. El elemento central (chalchíhuitl) hace referencia a una cuenta de jade y, por ende, a lo precioso, de tal manera que el signo puede interpretarse como "la sangre preciosa".
Signo 4. Consiste en el costado izquierdo de un cráneo, con un ojo y una ceja en la parte superior. Se advierte una perforación de la cual brotan tres chorros de sangre, también decorados con cuentas de concha. Dicha perforación corresponde a la que se hacía para colocar los cráneos en el tzompantli. Uno de los chorros tiene un motivo adicional: cuatro pequeños plumones que cuelgan de la cuenta.
Signo 7. Hacha de piedra cuyo mango está decorado con cuatro moños de papel, formando un solo arreglo. En la parte superior se percibe una piedra que atraviesa el mango y que es, a la vez, el filo del hacha. Esta herramienta la portan los dioses del pulque y es parte del atuendo de Tepoztécatl. Arriba y abajo se aprecian dos volutas que la rodean y sangre que la arrastra hacia el centro de la banqueta. 
Signo 8. Escudo rectangular en cuyo campo se observa un elemento en forma de "U"; representa a la vez una olla, un hueso y, lo más importante, el cuerpo de la luna. Los antiguos habitantes consideraban que la luna era una olla rellena de agua y el hueso de una cadera, y en ella vivía un conejo. Tanto la luna como el conejo están muy asociados al pulque. De ahí que los dioses del pulque porten una nariguera lunar en la nariz y en el escudo. En la parte baja del rectángulo externo hay dos hileras de plumas que decoran el escudo. Detrás del mismo aparecen cuatro saetas o flechas, que indican la condición del dios como guerrero. En la parte alta del escudo se alcanza a percibir un banderín rematado con largas plumas, igual que en la imagen del códice.
Signo 9. Adorno de papel a manera de "borlas" y con una gaza (lazo) en la parte superior. Se trata una vez más de la decoración que llevaban las personas que serían sacrificadas.
Signo 10. Bolsa de copal con un nudo en el área de la jareta. Este objeto se utilizaba para las actividades sacerdotales. En el extremo derecho del signo se nota una corriente de agua rematada por cuentas de concha. Se observa también que está brotado sangre de la bolsa, lo que apunta al atl-tlachinolli, unión de los contrarios que genera la vida y el movimiento.
Signo 11. Hermano del signo 3. En este caso se trata de una cuenta de concha o jade, de la cual brotan nueve chorros de agua. Es más sencillo que aquel, ya que carece del festón que cuelga de la cuenta. El agua y la sangre arrastran hacia el centro todos los elementos de la banqueta.
Signo 13. Sólo se conserva la mitad de este signo, que consiste en una rodela o chimalli blanca (sin ninguna divisa). Detrás se encuentran dos elementos diferentes: una pequeña bandera (pantli) también blanca y un grupo de cuatro saetas con las puntas hacia abajo y las plumas hacia arriba. La rodela pertenece al conjunto de elementos que hablan del sacrificio.
Signo 14. Representa una cabeza, muy probablemente decapitada, con ojos entreabiertos, nariz muy prominente, boca semiabierta y un posible bezote. Incluyen dos líneas verticales, las cuales pueden estar indicando pintura facial o inclusive que la cabeza está hecha de piedra o de algún material rugoso. Detrás de la cabeza brotan dos chorros de sangre.
Signo 15. Hacha de pedernal con un ojo estelar en la punta del mango. Este último está decorado con un moño cuádruple del cual penden dos borlas. Se trata del hacha que porta el dios Tepoztécatl, detrás de la cual se aprecian al menos cuatro chorros de sangre.
Signo 19. Hacha con la cabeza muy ancha y rematada por un ojo estelar. Al igual que en los casos anteriores, posee un adorno de papel con cuatro mozos y un festón al final. Detrás de este signo hay tres chorros de sangre y humo.

## Biodiversidad
De acuerdo al Sistema Nacional de Información sobre Biodiversidad de la Comisión Nacional para el Conocimiento y Uso de la Biodiversidad (CONABIO) en el Parque Nacional El Tepozteco habitan más de 2,620 especies de plantas y animales de las cuales 97 se encuentran dentro de alguna categoría de riesgo de la Norma Oficial Mexicana NOM-059 y 85 son exóticas.

### Flora
En su flora se encuentran muchos tipos de flores entre ellas la flor Dalia que es una de las más destacadas de la región y también cuenta con más flores silvestres como: la flor del camote, flor de mayo, cerezo en flor entre otras. También cuenta con varios tipos de hongos alucinantes.

## Culto
En su día estos restos estaban dedicados a Ometochtli-Tepoxtécatl, deidad del pulque, la fecundidad y la cosecha. La pirámide conocida como la Casa del Tepozteco mide 9.50 metros de altura y en ella se encontró el ídolo Dos Conejo (representación de Ometochtli) que fue destruida por los frailes durante la evangelización.
Cada año, el 21 de marzo acuden cientos de visitantes a la pirámide del Tepozteco para llenarse de energía positiva. En los días 7 y 8 de septiembre se hace una ofrenda a Ometochtli y también una representación teatral en Nahuatl.

## Cultura
En lo que respecta a la literatura, se cuenta con un libro el cual lleva por nombre “La panza del tepozteco”, de José Agustín, el cual nos relata acerca de las leyendas surgidas en este lugar. También la novela Mujer montaña, de Cecilia González Reza, toma este lugar como escenario y ahonda en algunos de sus mitos.

## Incendio forestal 2016
El martes 5 de abril de 2016 inició un incendio forestal, cuando una quema agrícola se salió de control en la comunidad de Santo Domingo Ocotitlán, en las faldas del Tepozteco. Para el jueves 7 de abril, se contabilizaron 244 hectáreas incendiadas en esta comunidad de Tepoztlán.
Las condiciones que propiciaron la propagación del fuego fueron el viento y una temperatura superior a los 30 °C. Además, la topografía tan accidentada del Tepozteco dificultó el control del incendio.
Para sofocar el fuego participaron brigadistas forestales de la Comisión Nacional Forestal, brigadas rurales, de la Secretaría de Desarrollo Sustentable del Gobierno de Morelos, del municipio y de la Comisión Nacional de Áreas naturales protegidas, así como voluntarios y el Ejército.
La vegetación afectada fue principalmente el bosque de encino, pastizales el bosque de pino-encino y selva baja caducifolia.